# 変換光学系
変換光学（へんかんこうがく）は光学の一分野。メタマテリアルを応用して、座標変換に由来する空間変化を作り出し、電磁放射の選択された帯域幅を指示することができる。これにより、新しい複合人工デバイスの構築が可能になる。1990年代後半に利用可能になった計算能力により、局所的な空間変化を生み出す構成パラメータである誘電率と透磁率の定量的な値を規定することが可能になった。すべての構成パラメータの合計値が実効値を生成する。
それゆえ、メタマテリアルとして知られる複雑な人工材料が、光学空間の変換を生み出すために使用される。
変換光学を支える数学は、一般相対性理論で重力がどのように空間と時間をゆがめるかを説明する方程式に似ている。しかし、これらの方程式は、空間と時間の代わりに、空間をゆがめることに類似した、光が選択された方法でどのように向けられるかを示している。例えば、光を一箇所に集中させることで、新しい太陽電池で太陽光を集めるという応用が考えられる。したがって、変換光学を応用することで、従来のさまざまなデバイスが著しく向上する可能性がある。

## 座標変換
変形光学の始まりは、2つの研究とその結論にある。これらは2006年5月25日、専門誌『サイエンス』の同号に掲載された。この2つの論文では、電磁気的に物体を隠すために光を曲げたり歪めたりすることについて、十分通用する理論が述べられている。両論文とも、電磁場の初期配置を直交メッシュにマッピングしている。直交メッシュをひねることで、要するに電磁場の座標が変換され、それによって物体が隠される。したがって、この2つの論文によって、変換光学が誕生したのである。
変換光学とは、光、あるいは電磁波やエネルギーを、希望する用途のために、希望する、あるいは希望する方法で曲げる能力のことである。マクスウェルの方程式は、座標が変換しても変化しない。その代わり、物質の選択されたパラメータの値が、ある一定期間中に「変形」、つまり変化するのである。変形光学は、メタマテリアルとして知られる、与えられた材料に対してどのパラメータを選択するかという能力から発展した。したがって、マクスウェルの方程式は同じ形を保っているので、時間と共に変化するのは誘電率と透磁率の連続した値である。誘電率と透磁率は、他の記述の中でも、ある意味で、放射された光源の電場と磁場に対するそれぞれの応答である。メタマテリアルでは、電界と磁界の応答の正確な程度を、点ごとに制御することができる。このように材料の応答を制御し続けることができるため、柔軟性の高いグラジエント・インデックス(屈折率勾配)材料が実現する。従来の通常の材料の屈折率は、独立した空間勾配となり、自由に制御することができる。したがって、変換光学は、斬新でユニークな光学デバイスを作り出すための新しい手法なのである。
変形光学は、光の軌道と経路の制御が非常に効果的であるため、遮蔽（天体力学の模倣）を超えることができる。変換光学は、ナノフォトニクス、プラズモニクス、光メタマテリアルを包含する光学および材料工学・科学の一分野である。

## 発展
この分野の発展は、変換光学の研究の進展に焦点を当てている。変換光学は、物理学と工学の両分野の視点が関与する、理論的、数値的、実験的な多様な発展を探求するための基盤である。材料の探求と設計のための学際的な視点は、その挙動、特性、およびこの分野への潜在的な応用についての理解を深める。
座標変換が導出または記述できる場合、光線は（光学的限界において）一定の座標の線をたどる。参考文献にあるように、変換には制約がある。しかし、一般的に、特定の目的は複数の変換を用いて達成することができる。古典的な円筒形のマント（最初にシミュレートされ、実験的に実証された）は、多くの変換で作ることができる。最も単純でよく使われるのは、半径座標の線形座標マッピングである。特定の種類の変換の長所と短所、そして現実的な変換にはどのような属性が望ましいかについて、現在も研究が進められている。その一例として、広帯域カーペットの遮蔽がある。このような変換は、誘電率や透磁率の極端でない値を使用する遮蔽体を得ることができる。古典的な円筒形の遮蔽体とは異なり、遮蔽体の内半径で無限大に向かって変化するパラメータを必要とする。
空間を圧縮したり拡大したり、空間を曲げたりねじったり、あるいは（ワームホールを模倣するなどして）トポロジーを変化させるような一般的な座標変換を導き出すことができる。現在、透明マント、イベントマント、フィールドコンセントレーター、ビーム曲げ導波路などの設計に関心が集まっている。

## 天体力学の模倣
一般相対性理論が予言する光と物質と時空の相互作用は、光（実際には電磁放射）を曲げる驚異的な能力を持つ新しいタイプの人工光学材料を用いて研究することができる。この研究は、人工光メタマテリアルという新しく台頭してきた分野を、天体力学の分野と結びつけるものであり、天文学的現象を実験室で研究する新たな可能性を開くものである。最近導入された新しいクラスの特別に設計された光学媒体は、重力場を受けた天体で観測される周期的、準周期的、カオス的な運動を模倣することができる。
それゆえ、「連続指標光子トラップ」（CIPTs）という名称の新しいクラスのメタマテリアルが登場した。CIPTzは光キャビティとして応用される。このように、CIPTsは、ブラックホール、奇妙な引力、重力レンズのような天体現象と同様の方法で、光を制御し、減速させ、閉じ込めることができる。
空気と誘電体であるガリウム・インジウム・ヒ素・リン化物（GaInAsP）の複合体は、赤外スペクトル領域で作動し、高い屈折率と低い吸収率を特徴とした。
これにより、光メタマテリアルの研究を古典的な天体力学と融合させることで、軌道運動や奇妙なアトラクター、カオスを模倣した光現象を、制御された実験室環境で研究する道が開かれる。
もし、固有損失が高くなく、動作周波数範囲が狭いメタマテリアルを作ることができれば、湾曲した時空の真空中での光の動きをシミュレートする媒体の一種として採用することができる。このような提案が持ち上がり、メタマテリアルはこの種の研究で有望な媒体となった。古典的な光学的-機械的アナロジーは、重力ポテンシャルにおける質量のある天体や光の運動に対する正確なアナロジーとして、均質な媒体における光の伝搬の研究の可能性を示している。天体の現象の直接的なマッピングは、制御された実験室環境で光子の運動を観察することによって達成される。この材料は、複雑な重力場を受ける天体に固有の周期的、準周期的、カオス的な光の運動を促進する可能性がある。
光学メタマテリアルをねじると、その「空間」が新しい座標に変換される。実空間を進む光は、変形光学で応用されているように、ねじれた空間の中で湾曲する。この効果は、星の光がより近い重力場を通って移動し、曲がった時空や重力レンズ効果を経験するときに類似している。古典的な電磁気学と一般相対性理論との間のこの類似は、重力レンズのような相対性理論現象を研究するための光学メタマテリアルの可能性を示している。
天文学者によるこのような天体現象の観測は、時には100年も待たされることもある。力学系におけるカオスは、分子運動、集団力学、光学など様々な分野で観測されている。特に、恒星の周りにある惑星は、他の大きな惑星などの摂動が存在すると、カオス的な運動を起こすことがある。しかし、天体間の空間的距離が大きく、そのダイナミクスの研究には長い時間がかかるため、カオス的な惑星運動を直接観測することは困難であった。光学的-機械的アナロジーを利用することで、このような研究が、ベンチトップ実験室の設定で、いつでも所定の時間に行えるようになるかもしれない。
この研究はまた、微視的デバイスやレーザーシステムに応用するための、新しい光キャビティや光子トラップの設計を指し示している。
- 関連情報：カオス理論と一般相対性理論

### メタマテリアルでブラックホールを作り出す
湾曲した時空を伝播する物質は、前節で述べたように、湾曲した空間や均質なメタマテリアル中を伝播する電磁波と似ている。したがって、ブラックホールは電磁場とメタマテリアルを使ってシミュレートできる可能性がある。2009年7月、有効なブラックホールを形成するメタマテリアル構造が理論化され、数値シミュレーションによって高効率の光吸収が示された。
2009年10月、マイクロ波周波数における電磁ブラックホールの最初の実験的実証が行われた。提案されたブラックホールは、非共振と共振のメタマテリアル構造で構成されており、電磁場の局所制御により、あらゆる方向から来る電磁波を効率的に吸収することができる。このブラックホールは、直径21.6cmの薄い円柱で構成され、60個の同心円状のメタマテリアルで構成されている。この構造は、光をこのように曲げるのに必要な屈折率の勾配を作り出した。しかし、このブラックホールは人工的に作られたものであり、本物のブラックホールには及ばない。その特性は、マイクロ波領域で80％しか吸収しないこと、内部エネルギー源を持たないことで正当化された。ブラックホールは光を吸収するだけなのだ。光吸収能力は、太陽電池のような技術に応用できれば有益である。しかし、この装置はマイクロ波領域に限られている。
また2009年には、シュヴァルツシルト型のブラックホールを模倣するために変換光学が採用された。光子球の同様の性質は、メタマテリアルブラックホールについても数値的に見出された。より簡単に実装できるように、いくつかの縮小版のブラックホールシステムが提案された。
マサチューセッツ工科大学（MIT）のファングによるコンピューター・シミュレーションと実験室での実験により、幅広い波長周波数と幅広い入射角度で、95％の効率で光を減速・吸収する多層ノコギリ波構造のメタマテリアルが設計されている。これは光の色に対して極めて広い窓を持つ。

### Multi-dimensional universe
メタマテリアルを使って光空間を工学的に設計することは、物理的な多元宇宙の正確な実験室モデルを再現するのに役立つ可能性がある。この "メタマテリアル・ランドスケープ "は、1つまたは2つの空間次元がコンパクト化された領域を含むかもしれない。メタマテリアルモデルは、1次元がコンパクト化された3次元ド・シッター空間、2次元がコンパクト化された2次元ド・シッター空間、4次元ド・シッターdS4空間、反ド・シッターAdS4空間などの非自明なモデルに有用であるようだ。

## 勾配屈折率レンズ
変倍光学系は、勾配屈折率レンズの能力を向上させるために採用されている。

### 従来の光学的限界
光学素子（レンズ）は、結像から投光、集光に至るまで様々な機能を果たす。これらのシステムの性能は、光学素子によって制限されることが多く、システムの重量とコストを支配し、焦点距離、視野角（または受入角）、解像度、距離などのシステムパラメーター間のトレードオフを強いられる。
従来のレンズは、最終的に形状によって制限されます。利用可能な設計パラメータは、レンズ要素ごとの単一の屈折率（n）、連続面（レンズ曲率）および／または不連続面（回折光学系）を含む要素表面形状のバリエーションである。光線は各素子の表面で屈折を受けますが、レンズ内では直進します。従来の光学系の設計空間は屈折率と表面構造の組み合わせに制限されているため、（例えばアクロマート光学系や回折光学系を使用して）収差を補正すると、大きく、重く、複雑な設計になり、損失が大きく、画質が低下し、製造が困難になる。

### GRIN lenses
グラディエント・インデックス・レンズ（またはGRINレンズ）は、その名の通り、レンズ内で屈折率が変化する光学素子。内部の屈折率を制御することで、レンズ内を曲がった軌道で光を操ることができる。GRIN光学系はこのように、光学素子の体積全体を含むように設計空間を拡大し、サイズ、重量、素子数、組立コストを劇的に削減する可能性を提供するだけでなく、性能パラメータ間のトレードに新たな空間を開く。しかし、大口径GRINレンズを作ろうとする過去の努力は、屈折率変化の制限、インデックスプロファイルの制御不良、レンズ直径の厳しい制限のために、限られた成功しか収めていない。

### Recent advances
最近の材料科学の進歩により、3次元の勾配指数を持つ大型（10mm以上）のGRINレンズを開発するための少なくとも一つの方法が確立された。GRINレンズに変形機能を追加する可能性がある。これは、制御された膨張、収縮、せん断（可変焦点レンズや非対称な光学的変形のため）に変換される。これらの能力は実証されている。さらに、変換光学系と計算能力における最近の進歩は、ニーズによって定義された光学系に依存するシステムの広い範囲にわたってGRINレンズの実用性と可用性を向上させるために、要素を設計、組み立て、製造する可能性がある。将来的な可能性としては、レンズ設計の方法とツールをさらに進化させ、製造プロセスを拡大することである。

## Battlefield applications
変換光学は戦場での応用の可能性を秘めている。メタマテリアルの多彩な特性は、ほとんどどんな実用的なニーズにも適合させることができ、変換光学は、光のための空間をほとんどどんな恣意的な方法にも曲げることができることを示している。これは、戦場の兵士に新たな能力を提供するものとして認識されている。戦場のシナリオでは、メタマテリアルによる恩恵は短期的な影響と長期的な影響の両方をもたらす。
例えば、遠くに見える雲が無害なものなのか、それとも敵の化学兵器や生物兵器のエアロゾルなのかを素早く判断するのは非常に難しい。しかし、開発中の新しいメタマテリアルを使えば、光の波長よりも小さなものを見ることができる。新しいレンズの作成にメタマテリアルを使用することで、兵士はどんな視覚装置でも検出不可能な病原体やウイルスを見ることができるようになるかもしれない。
サブ波長の能力を活用することで、戦場を超えて見える他の進歩も可能になる。あらゆる種類の材料がナノ製造によって製造される可能性があり、暗視ゴーグルから距離センサー、その他の種類のセンサーに至るまで、電子機器や光学機器に使用される可能性がある。より長期的な展望としては、円筒形状の周囲で光を方向転換させることで「透明化」を実現する遮蔽材料の可能性がある。